# Makaira
Makaira – monotypowy rodzaj ryb okoniokształtnych z rodziny żaglicowatych (Istiophoridae). Wcześniej zaliczano do niego kilka innych gatunków określanych zwyczajową nazwą marliny, obecnie klasyfikowanych w rodzajach Istiompax i Tetrapturus.

## Klasyfikacja
Gatunek zaliczany do tego rodzaju:
- Makaira nigricans – marlin błękitny[4], makaira błękitna[5], marlin niebieski[6], makajra błękitna[7], makaira niebieska[8] (oraz jako M. mazara – makaira smugowa[5] i marlin smugowy[9])